# Falkirk Stadium
Das Falkirk Community Stadium (kurz: Falkirk Stadium) ist ein Fußballstadion in der schottischen Stadt Falkirk, Vereinigtes Königreich. Es ist die Heimat des schottischen Fußballvereins FC Falkirk und bietet 8.200 Plätze.

## Geschichte

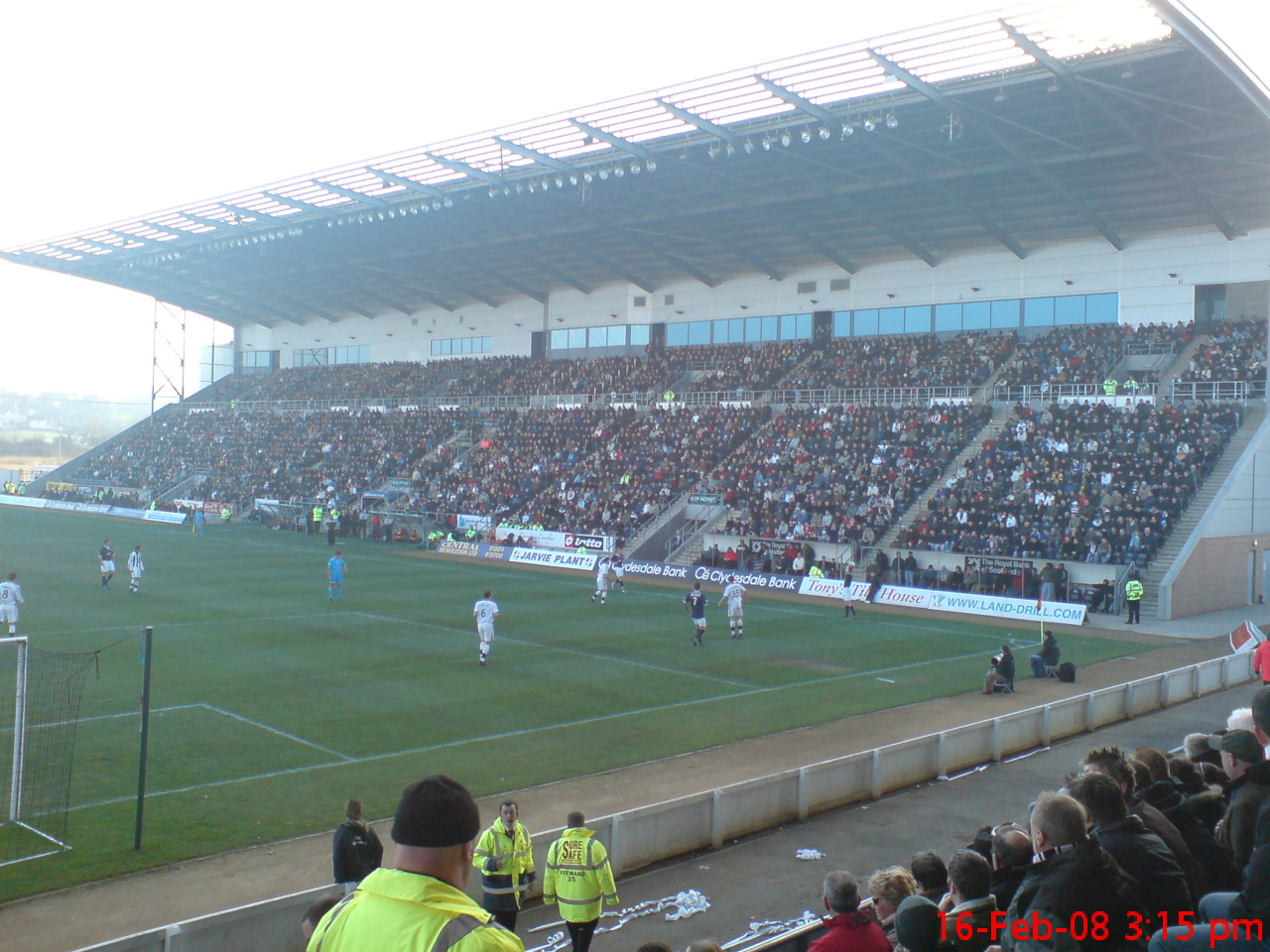
Die Haupttribüne

Der Verein zog in das 2004 eröffnete Stadion, als die alte Spielstätte Brockville Park an die Supermarktkette Morrisons verkauft wurde, weil der Brockville Park den Anforderungen der Scottish Premier League nicht mehr entsprach.
Zuerst wurden zwei der drei Tribünen errichtet, die Haupttribüne (Westtribüne) im Jahr 2004 und die Nordtribüne 2005. Unter den Anhängern wurde die Heimstätte deswegen halbes Stadion (engl. Half A Stadium) genannt. Das erste Spiel im neuen Stadion bestritt Falkirk im Juli 2004 gegen FC Dundee. Die Zuschauerkapazität betrug zum damaligen Zeitpunkt 6.935 Plätze. 2009 wurde die Südtribüne fertiggestellt und im August 2009 mit einem Freundschaftsspiel gegen Royal Antwerpen eingeweiht. 
Das aus Haupttribüne und zwei Hintertortribünen bestehende Anlage soll um eine Gegentribüne erweitert werden, gab Vereinspräsident Doug Henderson gegenüber der Zeitung Falkirk Herald an.
2013 wurde der Naturrasen des Spielfeldes gegen einen 4G Kunstrasen ausgetauscht.
Neben den Spielen des FC Falkirk fanden im Stadion auch viele internationale Rugby-Begegnungen, Fußball-Länderspiele der schottischen Frauen- und der männlichen U21-Nationalmannschaften sowie Konzerte (u. a. 2012 Elton John) statt.

## Besucherrekorde und Zuschauerschnitt
In der früheren Spielstätte Brockville Park kamen am 21. Februar 1953 zu einer Partie vom FC Falkirk gegen Celtic Glasgow die Rekordzahl von 23.100 Zuschauern. Im Falkirk Stadium wurde die Bestmarke von 7.926 Besuchern am 19. Mai 2017 beim Rückspiel in der zweiten Runde in der Relegation der Scottish Premiership 2016/17 aufgestellt.
- 2014/15: 4.661 (Scottish Championship)
- 2015/16: 4.670 (Scottish Championship)
- 2016/17: 5.032 (Scottish Championship)